# Viola primorskajensis
Viola primorskajensis  är en violväxt som först beskrevs av Wilhelm Becker, och fick sitt nu gällande namn av Vladimir Nikolaevich Voroschilov. Viola primorskajensis ingår i släktet violer, och familjen violväxter. 
Inga underarter finns listade i Catalogue of Life.